# James Byng
James Byng (né 1985) est un acteur, chanteur et interprète britannique. James commença sa carrière artistique particulièrement tôt et faisait sa première apparition dans le West End à dix ans quand il jouait le rôle-titre dans Oliver! au London Palladium. Il jouait le même rôle dans la tournée nationale d'Oliver! et au concert de bienfaisance Hey! Mr. Producer en honneur du producteur de théâtre Cameron Mackintosh au Lyceum Theatre le 8 juin 1998. Il jouait aussi Gavroche dans Les Misérables au Palace Theatre. On pouvait voir James aussi au Théâtre de Drury Lane, en jouant des rôles secondaires et après assumant le rôle du Frodon Sacquet dans la version théâtrale du Seigneur des anneaux sous la régie de Matthew Warchus. En 2009 James jouait au West Yorkshire Playhouse, Leeds, dans la comédie musicale Peter Pan. Récemment James a collaboré à la tournee des History Boys dans le rôle de David Posner. En 2010 il jouait le rôle du Nick Willow dans la tournee de Carrie's War.
James jouait aussi dans des différents films au cinéma et à la télévision, par exemple le rôle de George Hawthorne dans le 2002 film de télévision Au revoir Mr. Chips avec Martin Clunes ou le rôle de Montague Bear dans le film Rupert Brockstein's Blood Red Letters.
On pouvait voir et écouter James aussi comme présentateur et chanteur de jazz au Starlight Theatre, Manchester.

## Théâtre
- Oliver dans Oliver!, London Palladium
- Oliver dans Hey! Mr. Producer, Lyceum Theatre
- Gavroche dans Les Misérables, Palace Theatre
- Oliver dans Oliver! National Tour, Theatre Royal, Plymouth
- Hobbit, Orque et autres rôles dans Le Seigneur des anneaux, Théâtre de Drury Lane
- Frodon Sacquet dans Le Seigneur des anneaux, Théâtre royal de Drury Lane
- John Darling dans Peter Pan, West Yorkshire Playhouse, Leeds
- David Posner dans The History Boys, Tournee de l'Angleterre
- Nick Willow dans Carrie's War, Tournee de l'Angleterre

## Télévision et cinéma
- George Hawthorne dans Goodbye Mr. Chips
- Montague Bear dans Rupert Brockstein's Blood Red Letters

## Clip vidéo
- Office clown dans Raoul par The Automatic

## Discographie
- Hey! Mr. Producer
- Le Seigneur des anneaux
- Peter Pan